# Det Aitoliske Forbund
Det Aitolisk Forbund (oldgræsk: Κοινὸν τῶν Αἰτωλῶν) var en sammenslutning af stammefællesskaber og byer i antikkens Grækenland med centrum i Aitolien i det centrale Grækenland. Det blev sandsynligvis etableret i den tidlige hellenistiske periode som en opposition til Makedonien og Det Achaiske Forbund. Der blev afholdt to årlige møder i Thermon og Panaetolika. Forbundet besatte Delfi fra 290 f.Kr. og vandt støt territorium, indtil det ved slutningen af det 3. århundrede f.Kr. kontrollerede hele det centrale Grækenland med undtagelse af Attika og Boiotien. På sit højdepunkt omfattede forbundets territorium Lokris, Malis, Dolopes, dele af Thessalien, Fokis og Akarnanien. I den senere del af dets magtperiode tilsluttede visse græske bystater sig Det Aitolisk Forbund, såsom de arkadiske byer Mantineia, Tegea, Figaleia og Kydonia på Kreta.
I den klassiske periode blev aitoliere ikke højt anset af andre grækere, som betragtede dem som halvbarbariske og hensynsløse. Deres forbund havde en kompleks politisk og administrativ struktur, og deres hære var ikke et match for de andre græske magter. Men i den hellenistiske periode fremstod de som en dominerende stat i det centrale Grækenland og ekspanderede gennem frivillig annektering af adskillige græske bystater til forbundet. Alligevel måtte Det Aitolisk Forbund kæmpe mod Makedonien og blev drevet ind i en alliance med den Romerske Republik, hvilket resulterede i den endelige erobring af Grækenland af romerne.